# Neither Fish nor Flesh
Neither Fish nor Flesh è il secondo album del cantautore statunitense Terence Trent D'Arby (successivamente noto come Sananda Maitreya), pubblicato dall'etichetta discografica Columbia nel 1989.
L'album, disponibile su long playing, musicassetta e compact disc, è prodotto dallo stesso interprete, che inoltre compone interamente i brani e cura gli arrangiamenti.
Dal disco vengono tratti i singoli This Side of Love e To Know Someone Deeply Is to Know Someone Softly.

## Tracce

### Lato A
1. Declaration: Neither Fish nor Flesh
2. I Have Faith in These Desolate Times
3. It Feels So Good to Love Someone Like You
4. To Know Someone Deeply Is to Know Someone Softly
5. I'll Be Alright
6. Billy Don't Fall

### Lato B
1. This Side of Love
2. Attracted to You
3. Roly Poly
4. You Will Pay Tomorrow
5. I Don't Want to Bring Your Gods Down
6. ...and I Need to Be with Someone Tonight